# Кам'яна криниця (Благовіщенський район)
Кам'яна́ Крини́ця — гідрологічна пам'ятка природи місцевого значення в Україні. Розташована в межах Благовіщенського району Кіровоградської області, у північно-західній частині села Кам'яна Криниця. 
Площа — 0,22 га, статус отриманий 1992 року. Перебуває у віданні: Благовіщенська районна державна адміністрація. 
Статус присвоєно для збереження природного джерела. 

## Галерея

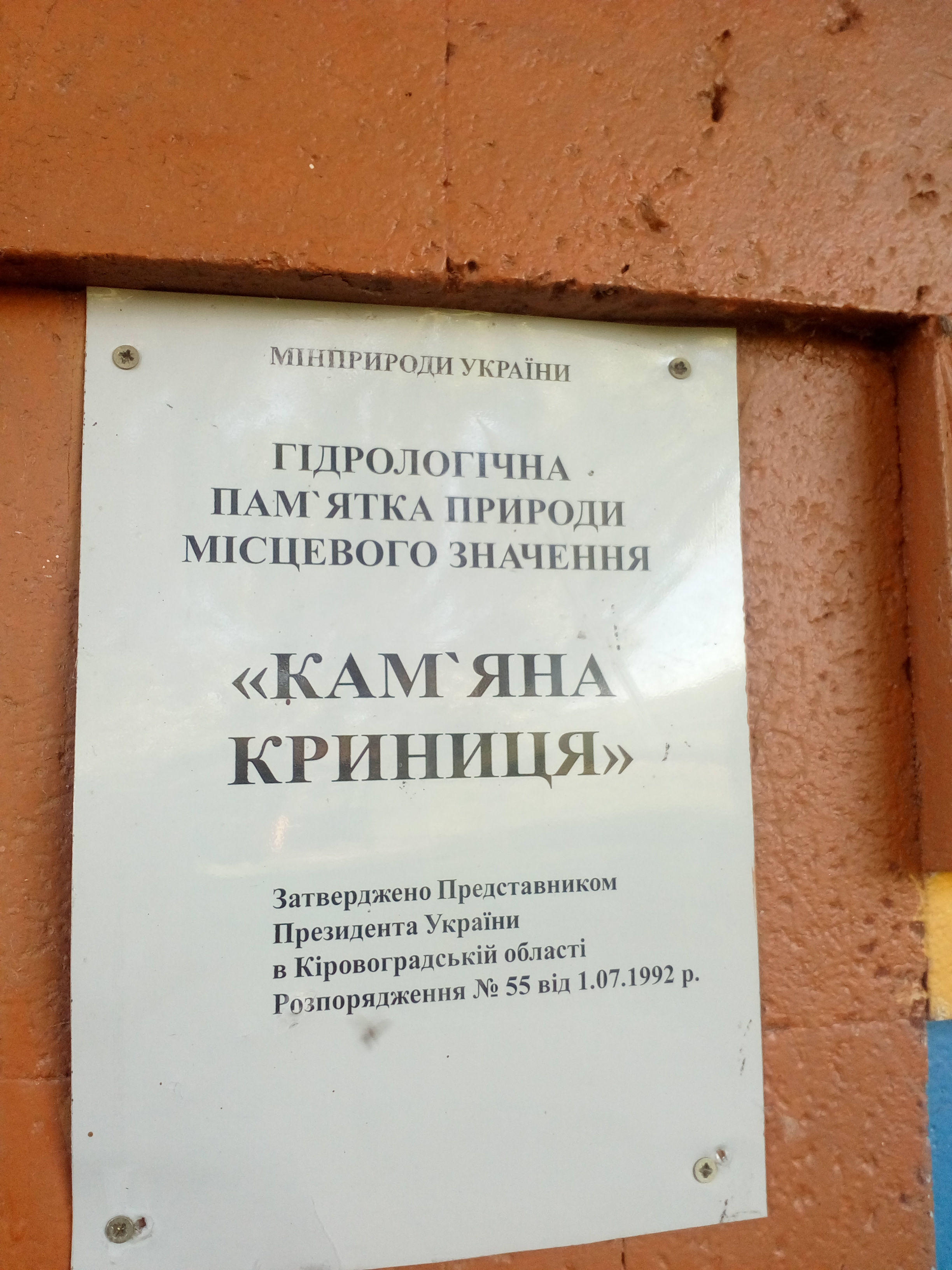
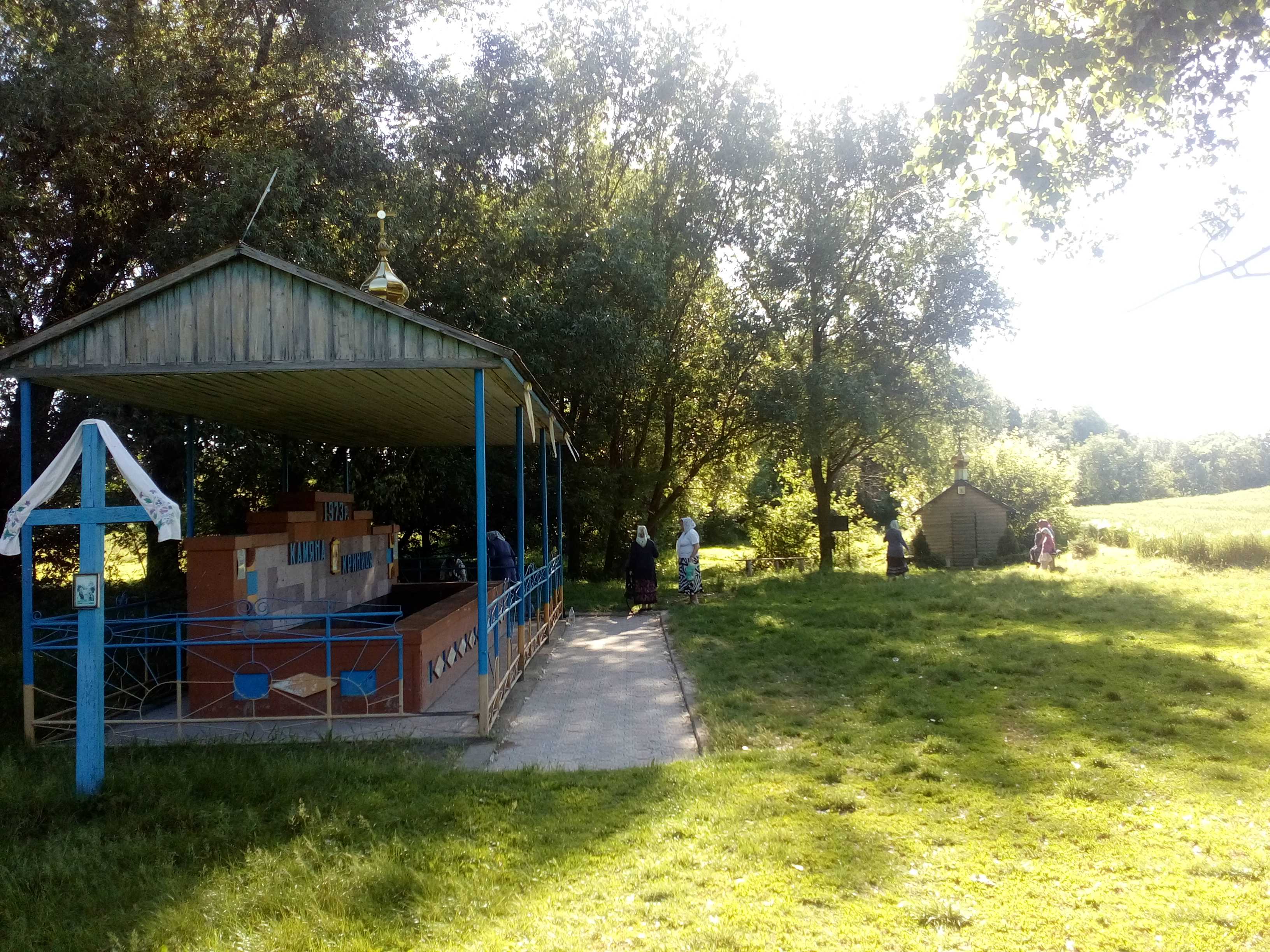